# Moshimo Negai Ga
Singles de Nami Tamaki
Friends!
(2009) Omoide Ni Naru No?
(2010)
Moshimo Negai Ga est le 3e single de Nami Tamaki sous le label Universal Music Japan, et le 18e en tout, il est sorti le 14 octobre 2009 au Japon. Il atteint la 20e place du classement de l'Oricon, et reste classé pendant 2 semaines, pour un total de 4 068 exemplaires vendus. Il sort en format CD, CD édition limitée+calendrier et CD édition limitée+DVD.
Moshimo Negai Ga a été utilisé comme thème musical pour le jeu vidéo Valhalla Knights: Eldar Saga sur Wii. MAGIC est une reprise d'une chanson de Tina. Moshimo Negai Ga se trouve sur l'album STEP.

## Liste des titres
| 1. | Moshimo Negai Ga... (もしも願いが…)                 | Kiyoshi Matsuo            | Kiyoshi Matsuo, Yoshihiro Toyoshima, Maestro-T        | 5:39 |
| 2. | Sukiya de ~Itoshii Hito e~ (好きやで～愛しい人へ～) | ET-KING,Ryosuke Shigenaga | ET-KING & NAOKI-T, Ryosuke Shigenaga, Keita Kawaguchi | 4:32 |
| 3. | MAGIC                                               | TINA                      | Satoru Sugawara, Masaaki Asada                        | 5:10 |

| 1. | Moshimo Negai Ga... (もしも願いが…)                | Kiyoshi Matsuo            | Kiyoshi Matsuo, Yoshihiro Toyoshima, Maestro-T        | 5:39 |
| 2. | Sukiya de ~Itoshii Hito e~                         | ET-KING,Ryosuke Shigenaga | ET-KING & NAOKI-T, Ryosuke Shigenaga, Keita Kawaguchi | 4:32 |
| 3. | Moshimo Negai Ga... (Instrumental) (もしも願いが…) | Kiyoshi Matsuo            | Kiyoshi Matsuo, Yoshihiro Toyoshima, Maestro-T        | 5:39 |

| 1. | Moshimo Negai Ga... (もしも願いが…) |  |